# Английска крайбрежна
Английската крайбрежна (на руски: Англи́йская на́бережная) е улица в Санкт Петербург, Русия, разположена на левия южен бряг на главния ръкав на река Нева.
Улицата има дължина 1260 m и заема една четвърт от укрепения с гранит ляв бряг на Нева, между Сенатския площад и Новоадмиралтейския канал. Улицата възниква в началото на 18 век с появата на самия град, като получава сегашното си име в средата на века, когато по нея се установяват много английски търговци и на улицата е построена англиканска църква.